# Dikraneura angustata
Dikraneura angustata är en insektsart som beskrevs av Ball och Delong 1925. Dikraneura angustata ingår i släktet Dikraneura och familjen dvärgstritar. Inga underarter finns listade i Catalogue of Life.